# Alexis Iline
Pour les articles homonymes, voir Iline.
Alexis Afinoguenovitch Iline (en russe : Алексей Афиногенович Ильин), né le 3 avril 1834 à Chlisselbourg et mort le 22 novembre 1889 à Saint-Pétersbourg, est un cartographe russe.
Officier supérieur de l’armée russe, il fonda vers 1860 à Saint-Pétersbourg, l'établissement cartographique qui porte son nom, et d'où est sorti une grande quantité d'œuvres cartographiques relatives à la Russie d'Europe, et aux vastes possessions russes d'Asie.
Le Congrès géographique de Paris de 1875 accorda à cet établissement une médaille d'or.